# 兽穴俱乐部
《兽穴俱乐部》（The Lair）是美国一部有关同性恋题材的吸血鬼类型的电视剧。该剧由here!电视台制作并于2007年上映播出。
2007年1月，《兽穴俱乐部》第一季制作完成，合共六集，前两集并于六月在here!电视台首映播出。次年9月5日，第二季也开始首播，一共九集。第三季，共13集，也宣称于该年9月开拍，后经制作人科尔顿福特确认，第三季改在10月和11月开始拍摄。最终，第三季于2009年9月5日上映。有关第四季的情况，暂时未予公布。
目前该剧的三季完整版本可于Gay.com上在线观看。 

## 剧情大概

### 第一季
故事一开始发生在一个隐蔽的小岛上。在该岛上的一个社区里，发生了一连串年轻男性被无端谋杀的离奇案件。于是，一位名叫托姆的当地记者，准备深入该社区，并一探究竟。他的逐步调查将其引入到当地一个名叫“兽穴俱乐部”的同性恋俱乐部，在那里他惊奇地发现，幕后经营该俱乐部的竟是一群吸血鬼，并且由一个名叫达米安的吸血鬼男子领头。然而，谁也没想到，托姆竟然与200年前致使达米安变成吸血鬼的那个男人（也是吸血鬼）长的一摸一样，这使达米安深深地被他所吸引。同时在吸血鬼内部发生了矛盾，一直深受达米安信任的助手科林，却暗地策划除掉达米安，并想取而代之。在这个时候，当地一个名叫谢里夫的警官碰巧也在调查这起案件，他进入俱乐部后，由于冲突开枪打死了达米安的幕僚亲信弗朗基（非吸血鬼）......

### 第二季
当谢里夫从上次的冲突所受的枪伤中恢复过来以后，他将稽查目标锁定在一名从外地来的新人伊恩身上，并发现他被一帮神秘的岛外人跟踪，于是谢里夫决定逮捕他。达米安搭上托姆，并利用他想办法让自己的身体复原。弗朗基死后鬼魂一直纠缠着心生叛变的科林，并一再警告恫吓他的死期就要到了。紧接着，一场有关一种只在月光光照下才会盛开的红门兰的阴谋正在酝酿之中，这引起了当地植物学家杰克的极大兴趣，但他的助手蒂姆却为此大伤脑经...... 到第二季结尾的时候，植物学家杰克，跟踪伊恩的岛外人等都已丧命，无一幸免，玩弄阴险的科林也遭到重创，但辛运的是，托姆死里逃生......
并且托姆愿意和达米安在一起。。。。

### 第三季
作为唯一的人类，托姆想尽办法来适应这个充满血腥的兽穴俱乐部。科林引诱里奇，使之为自己的身体复原，并打算重开一家同样的俱乐部以便以后吞并“兽穴”。而达米安被一个神秘的隐居者看中，并计划改变达米安和整个小岛。警官谢里夫最终没有追上伊恩，但他又记起另一个过去的年轻人。之后，岛上又来了一个新人安森，他被一位号称古董专家的人施以魔法，使其魂魄已被蛇发妖所控制。